# Портрет Георгия Арсеньевича Эммануэля
«Портрет Георгия Арсеньевича Эммануэля» — картина Джорджа Доу и его мастерской из Военной галереи Зимнего дворца.
Картина представляет собой погрудный портрет генерал-лейтенанта Георгия Арсеньевича Эммануэля из состава Военной галереи Зимнего дворца.
В начале Отечественной войны 1812 года полковник Эммануэль был шефом Киевского драгунского полка и командовал 2-й бригадой (по другим данным 13-й бригадой) 4-й кавалерийской дивизии 4-го резервного кавалерийского корпуса, состоял в арьергарде 2-й Западной армии и был во множестве сражений с французами при отступлении к Москве, в бою на Шевардинском редуте был ранен. Далее он отличился в сражениях при Малоярославце и под Вязьмой, за что был произведён в генерал-майоры. Во время Заграничных походов 1813 и 1814 годов также был во множестве сражений и за отличие при взятии Парижа получил чин генерал-лейтенанта.
Изображён на фоне горного пейзажа в мундире Киевского драгунского полка, введённом в 1817 году, с эполетами образца середины 1820-х годов — поскольку генеральские должности в полках были ликвидированы в 1814 году, Эммануэль потерял право на ношение этого мундира и должен был носить общегенеральский мундир образца 1814—1817 годов; также с полковым мундиром никак не сочетаются эполеты, введённые много позже. Слева на груди звезда ордена Св. Анны 1-й степени; на шее крест ордена Св. Георгия 3-го класса; по борту мундира кресты орденов Св. Владимира 2-й степени и прусского Красного орла 1-й степени; справа на груди серебряная медаль «В память Отечественной войны 1812 года» на Андреевской ленте, австрийская золотая почётная медаль «За отвагу», крест шведского Военного ордена Меча 4-й степени и звёзды орденов Св. Владимира 2-й степени и прусского Красного орла 1-й степени. Слева чуть выше эполета на склоне горы подпись художника и дата: paintd fr nature by G. Dawe RA 1821. Подпись на раме с малоупотребительным вариантом написания фамилии (с одной «м»): Е. А. Эмануэль, Генералъ Лейтенантъ.
7 августа 1820 года Комитетом Главного штаба по аттестации Эммануэль был включён в список «генералов, заслуживающих быть написанными в галерею» и 6 ноября 1821 года император Александр I приказал написать его портрет. Судя по авторской подписи, портрет был написан в том же году с натуры, однако это противоречит биографическим данным Эммануэля. В это время он был начальником 4-й драгунской дивизии и постоянно находился по месту расквартирования дивизионного штаба в Киеве и Нежине; известно, что в Санкт-Петербург он приезжал лишь один раз — в середине января 1822 года. Следующий его приезд в столицу состоялся в начале февраля 1826 года, когда он был назначен командующим войсками на Кавказской линии. Вероятно, в этот его приезд и состоялась встреча с Доу, назначением Эммануэля на Кавказ может объясняться и горный пейзаж на фоне портрета. Гонорар Доу был выплачен 19 мая 1826 года, а готовый портрет был принят в Эрмитаж 15 июня того же года. А. А. Подмазо следующим образом объясняет противоречие в датах: портрет был написан в начале 1826 года, но поскольку Доу в работе использовал асфальтовые краски, то портрет быстро потемнел и был возвращён Доу на переработку. Сам Доу осветлением потемневших портретов не занимался, эту работу за него выполняли подмастерья В. А. Голике и А. В. Поляков, которые могли совершить ошибку при повторении подписи.